# 허리케인 플로렌스
허리케인 플로렌스(Hurricane Florence)는 2018년 9월 미국을 강타한 대형 허리케인이다.